# Шеврье, Клеман
Клеман Шеврье (фр. Clément Chevrier; род. 29 июня 1992, Амьен, Франция) — французский профессиональный шоссейный велогонщик в 2014 - 2020 годах.

## Достижения
2010
1-й на этапе 2 Tre Ciclistica Bresciana
2013
2-й на Tour des Pays de Savoie - ГК
1-й на этапе 4
3-й на Giro della Valle d'Aosta - ГК
2014
1-й на San Dimas Stage Race - ГК
1-й  на USA Pro Cycling Challenge в МК
| ГК | Генеральная классификация |
| МК | Молодёжная классификация  |

### Гранд-туры
| Гонка           | 2015 | 2016 | 2017 | 2018 | 2019 |
| --------------- | ---- | ---- | ---- | ---- | ---- |
| Джиро д'Италия  | 69   | —    | 81   | —    | —    |
| Тур де Франс    | —    | —    | —    | —    | —    |
| Вуэльта Испании | —    | 41   | 61   | НФ   | 58   |

| —  | Не участвовал  |
| НФ | Не финишировал |